# Diuwe jezik
Diuwe jezik (ISO 639-3: diy), gotovo izumrli transnovogvinejski jezik kojim još govori oko 100 ljudi (1999 SIL) istočno od rijeke catalina na Novoj Gvineji u bližem zaleđu Arafurskog mora, Indonezija.
Diuwe je jedini predstavnik istoimene podskupine jezične skupine asmat-kamoro. Prema podacima koje daju Ed i Valerie Johnson, koji žive među njima, polunomadsko pleme Diuwe broji oko 400 ljudi

## Vanjske poveznice
- Ethnologue (14th)
- Ethnologue (15th)
- The Diuwe Language